# Parafia św. Floriana w Naroku
Parafia św. Floriana – rzymskokatolicka parafia położona przy ulicy Wiejskiej 24 w Naroku. Parafia należy do dekanatu Opole-Szczepanowice, w diecezji opolskiej.

## Historia
Parafia w Naroku powstała w 1941 roku. Wcześniej miejscowość leżała na obszarze parafii św. Jakuba Apostoła w Skorogoszczy.
Proboszczem parafii jest ksiądz Witold Walusiak.
Obecnie parafia obejmuje swym zasięgiem miejscowości: Narok i Skarbiszów.

## Proboszczowie po 1945 roku
- o. Józef Wojaczek CMM,
- ks. Jerzy Bogusiak,
- ks. Ginter Jan Bursy,
- ks. Jan Szkatuła,
- ks. Jerzy Wybraniec,
- ks. Waldemar Jaskóła,
- ks. Witold Walusiak - obecnie